# 水田薫
水田 薫（みずた かおる、1971年3月2日 - ）は、日本のフリーアナウンサーで、元山口放送(KRY)アナウンサー。

## 経歴
山口県出身。筑波大学第一学群自然学類地球科学主専攻卒業後、1993年KRY入社。ローカル番組や、『ズームイン!!朝!』のリポーターなどとして活躍した。1997年にKRYを辞め上京、フリーに。その後2004年結婚し広島へ移住、今に至る。
オートレースは中継番組でリポーターを務めたことを機にハマり、入門書を刊行。現在は離れている。

## 過去の主な担当番組
- KRYさわやかモーニング キャスター（KRYテレビ）
- ズームイン!!朝! KRYリポーター
- POPにスキンケアー ナレーター（東京MX）
- シネマラウンジ ナレーター（東京MX）
- J-WAVEのレポーター
- オートレース中継の司会進行（CS放送や一部地上波）

## 著書
『よくわかるオートレースのすべて』三恵書房、2004年。（詳細）